# هنریکه دا سیلوا گومز
هنریکه دا سیلوا گومز (به پرتغالی: Henrique Da Silva Gomes) مدافع اهل برزیل است که در شهر ریودو ژانیرو و در تاریخ ۲۰ اوت ۱۹۸۲ به دنیا آمده‌است.
هنریکه دا سیلوا گومز در تیم‌های فوتبال  FC Bleid  (Belgium) سابقهٔ حضور دارد.